# Helter Skelter (attraction)
Pour les articles homonymes, voir Helter Skelter (homonymie).

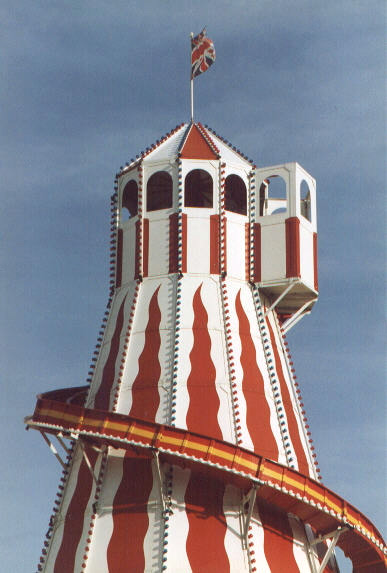
Helter Skelter de Spanish City au Royaume-Uni.

Un Helter Skelter est un type d’attraction de fête foraine.

## Histoire
On considère que la première attraction de ce type est la Lighthouse Slip, ouverte à Pleasure Beach, Blackpool, en Angleterre en 1905.

## Concept et opération
L’attraction est composée d’un toboggan en hélice conique construit autour d'une tour. Les passagers grimpent au sommet et descendent par le toboggan.
L'attraction est citée dans une chanson des Beatles du même nom ; Helter Skelter, sortie en 1968.

## Galerie

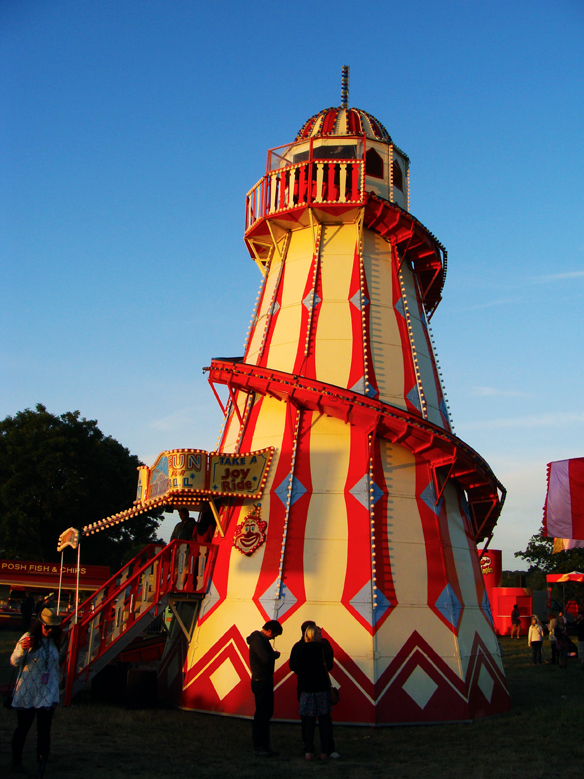
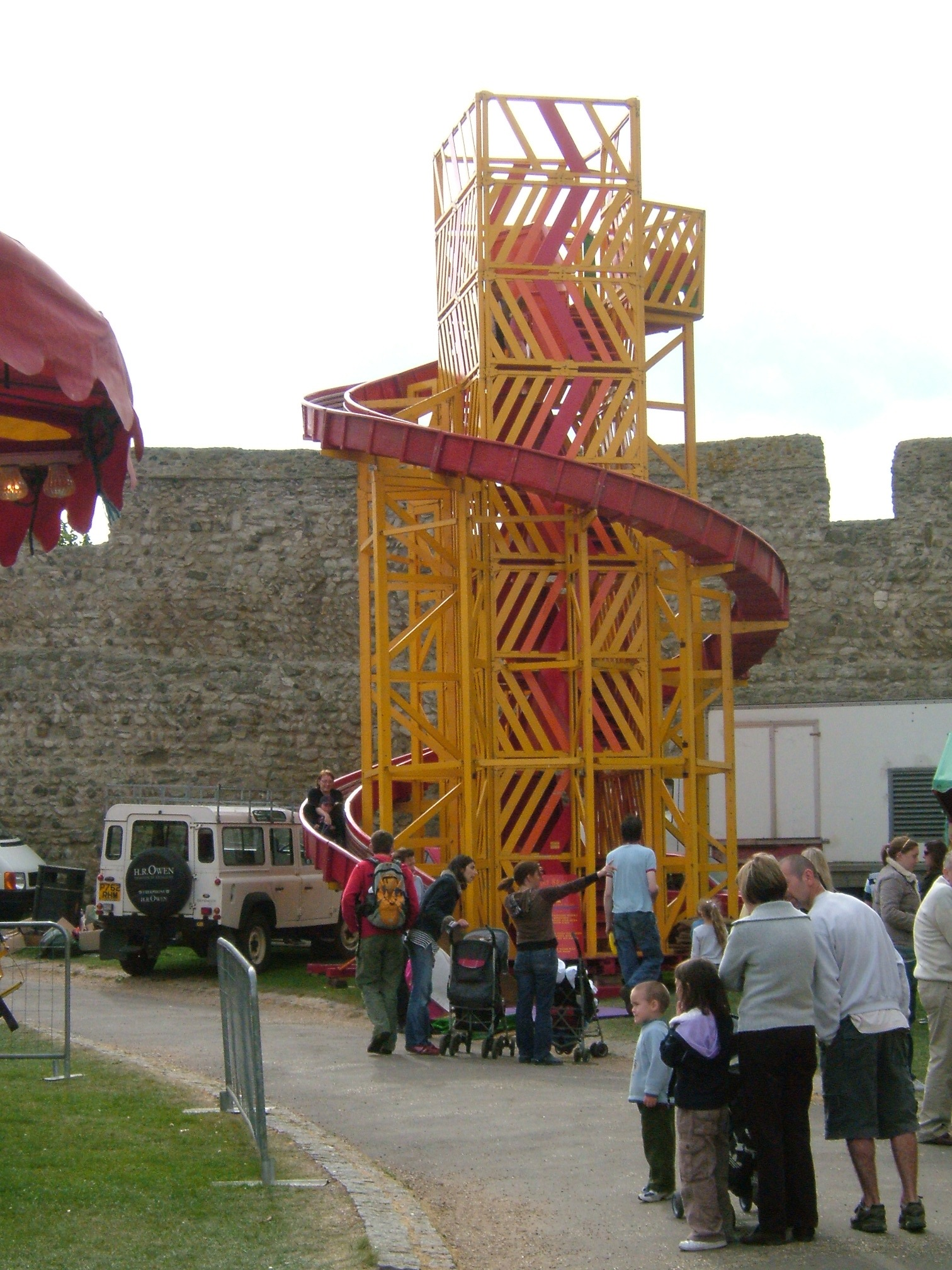
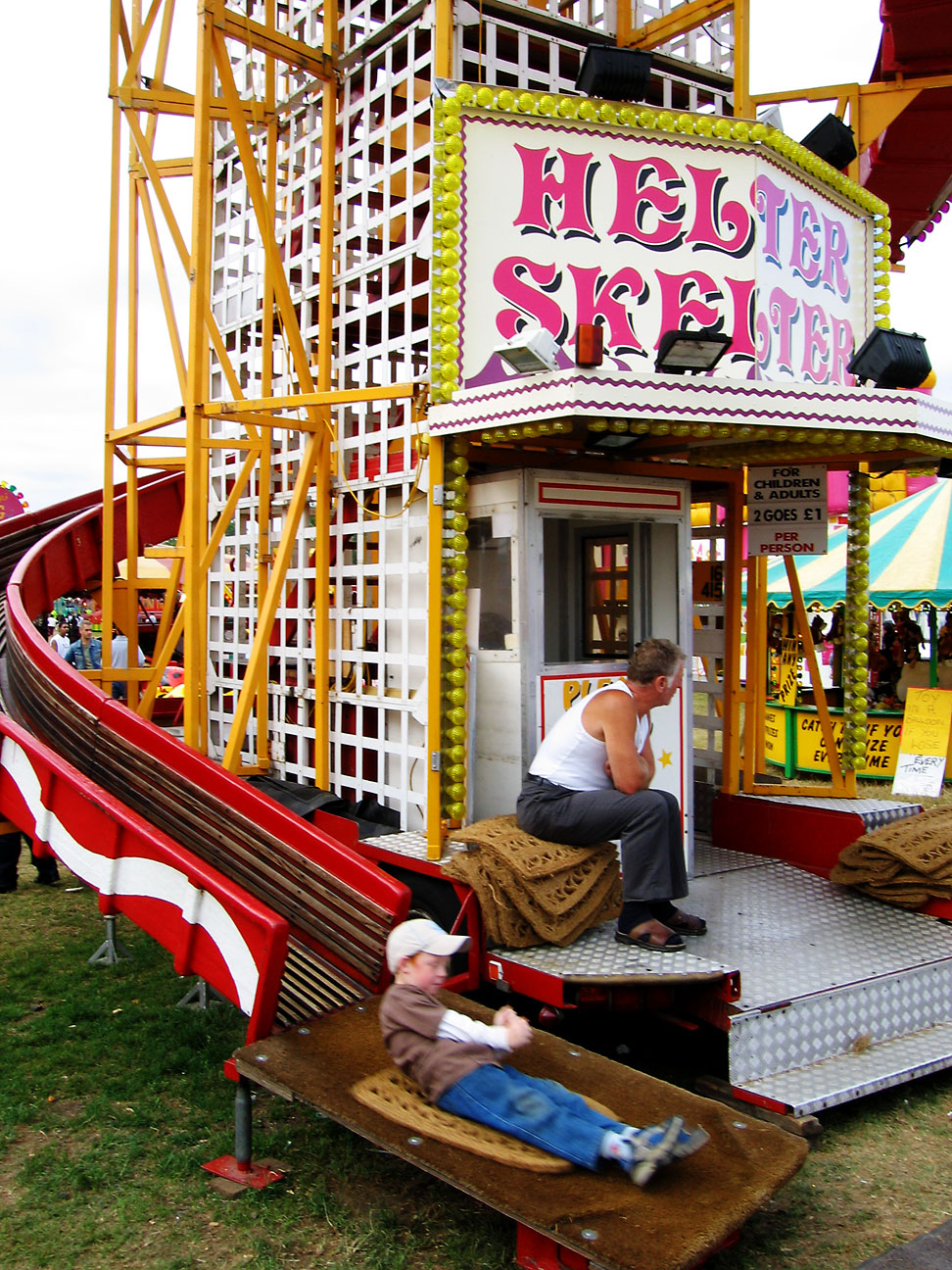
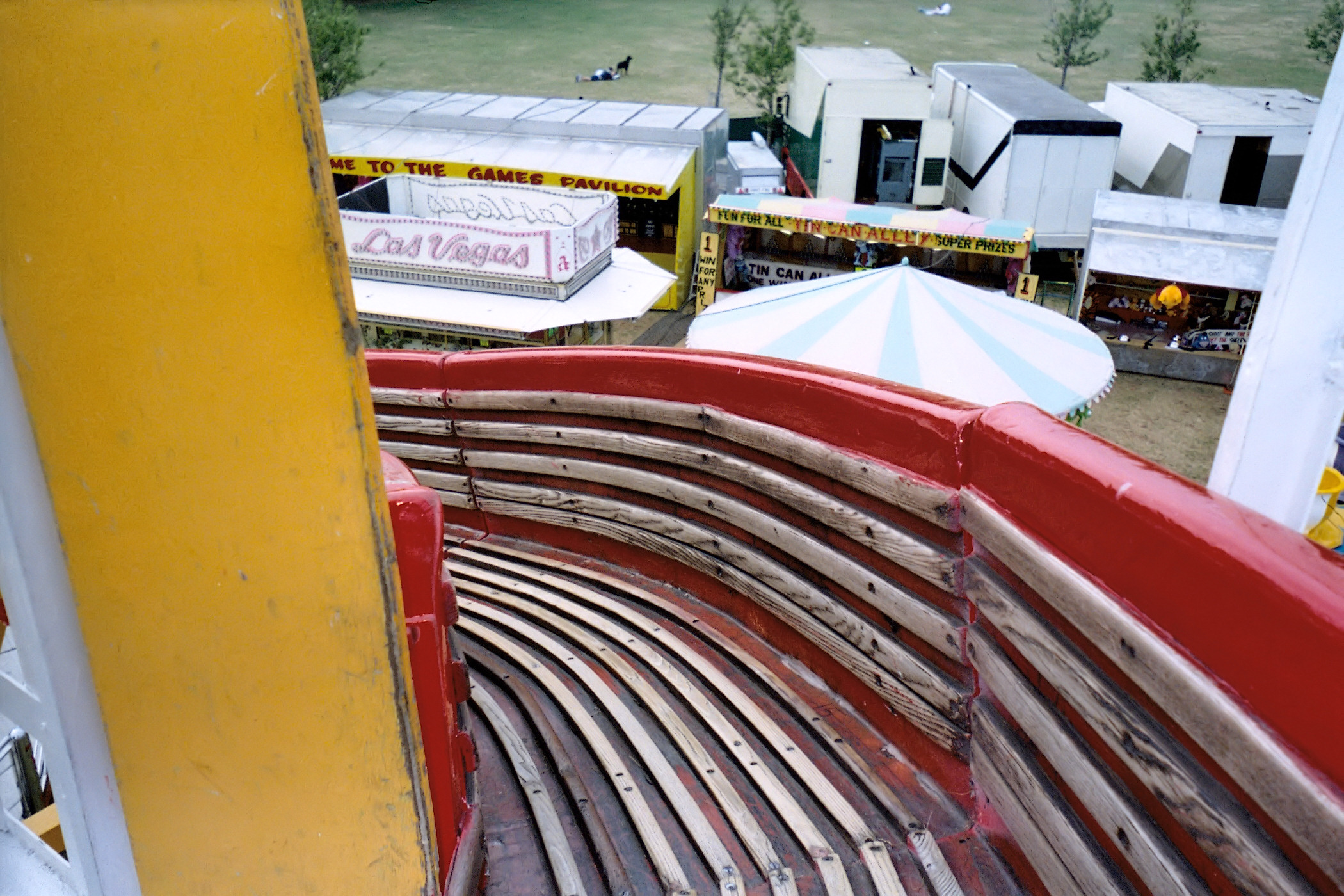
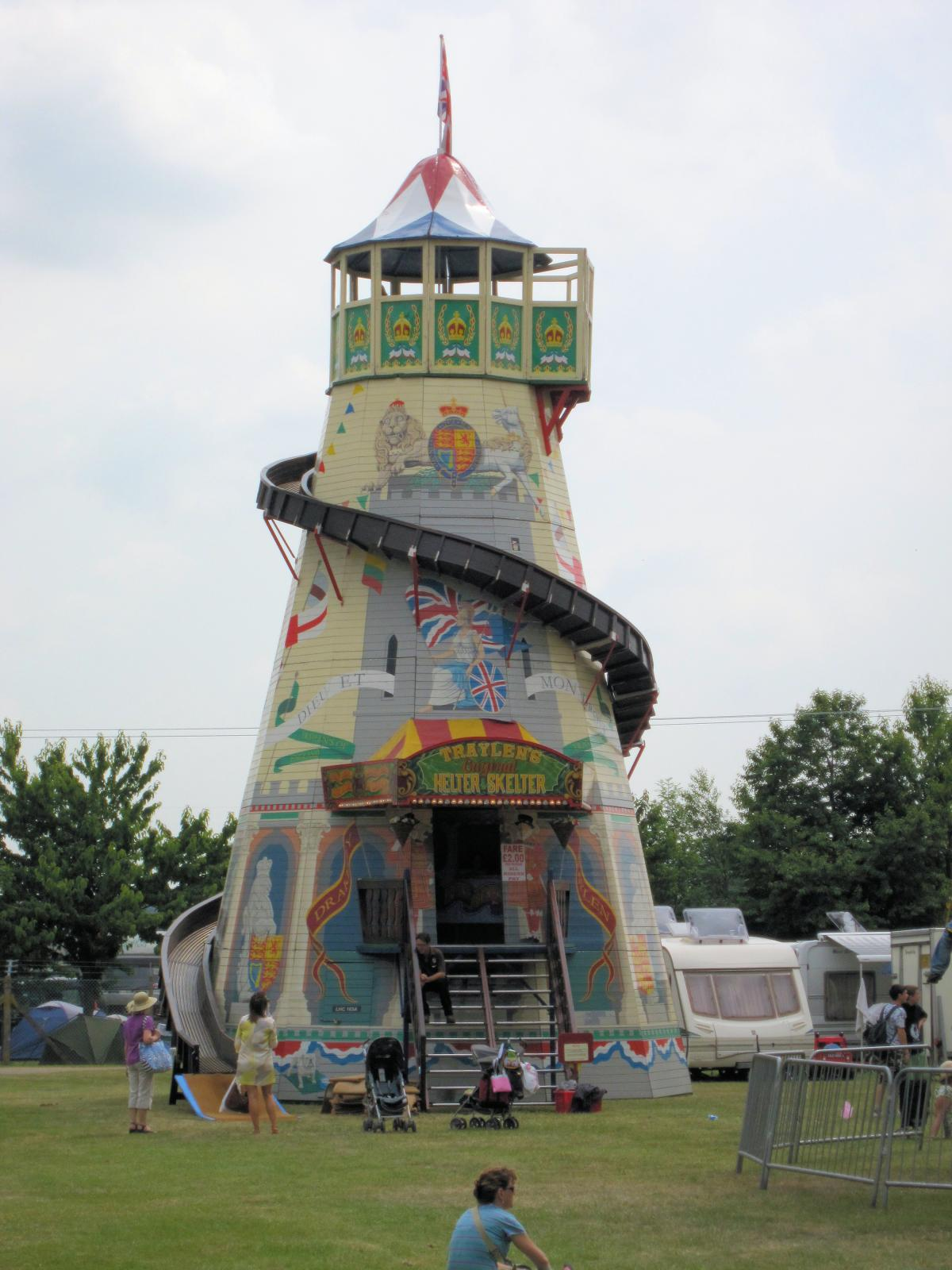

## Attractions de ce type
- Jetée de Brighton
- Knoebels
- Prater de Vienne
- Southport Pleasureland
- Spanish City